# جزيرة هيرد وجزر ماكدونالد
جزيرة هيرد وجزر ماكدونالد (بالإنجليزية: Heard Island and McDonald Islands)‏ هي جزر تابعة لأستراليا وبالتحديد للأراضي الأسترالية الخارجية، وهي مجموعة من الجزر البركانية الجرداء في القطب الجنوبي، ويقدر بعدها بحوالي ثلثي المسافة من مدغشقر إلى القارة القطبية الجنوبية، ويبلغ مجموع مساحة الجزر العام حوالي 372 كيلومتر مربع أو 144 ميل مربع، وللجزر أطوال ساحلية تقدر بما طوله 101.9 كم أو 63 ميل من الساحل، وقد تم اكتشاف الجزر في منتصف القرن التاسع عشر، وضُمت الجزر إلى الأراضي في أستراليا منذ عام 1947، وتحتوي الجزر على اثنين من البراكين النشطة في الأراضي الأسترالية، واحدة منها يسمى ماوسن بيك، هو أعلى جبل في الأراضي الأسترالية، وتقعا على هضبة كيرغولن في المحيط الهندي.
تعد الجزر من بين أكثر الأماكن النائية على الأرض، فهي تقع بعد حوالي 4099 كيلومتر أي 2547 ميل إلى الجنوب الغربي من مدينة بيرث، وعلى بعد 3845 كيلومتر أو 2389 ميل إلى الجنوب الغربي من كاب لوين في أستراليا، وعلى بعد 4200 كيلومتر أو 2600 ميل إلى الجنوب الشرقي من جنوب أفريقيا، وعلى بعد 3830 كم أو 2380 ميل إلى الجنوب الشرقي من مدغشقر، وعلى بعد 1630 كم أو 1010 ميل إلى الشمال من القارة القطبية الجنوبية، وعلى بعد 450 كلم أو 280 ميل جنوب شرق جزر كيرغولين، والجزر غير مأهولة بالسكان.

## المناخ
يظهر الجدول التالي التغييرات المناخية على مدار السنة لجزيرة هيرد وجزر ماكدونالد:
| البيانات المناخية لـجزيرة هيرد وجزر ماكدونالد | البيانات المناخية لـجزيرة هيرد وجزر ماكدونالد | البيانات المناخية لـجزيرة هيرد وجزر ماكدونالد | البيانات المناخية لـجزيرة هيرد وجزر ماكدونالد | البيانات المناخية لـجزيرة هيرد وجزر ماكدونالد | البيانات المناخية لـجزيرة هيرد وجزر ماكدونالد | البيانات المناخية لـجزيرة هيرد وجزر ماكدونالد | البيانات المناخية لـجزيرة هيرد وجزر ماكدونالد | البيانات المناخية لـجزيرة هيرد وجزر ماكدونالد | البيانات المناخية لـجزيرة هيرد وجزر ماكدونالد | البيانات المناخية لـجزيرة هيرد وجزر ماكدونالد | البيانات المناخية لـجزيرة هيرد وجزر ماكدونالد | البيانات المناخية لـجزيرة هيرد وجزر ماكدونالد | البيانات المناخية لـجزيرة هيرد وجزر ماكدونالد |
| الشهر                                         | يناير                                         | فبراير                                        | مارس                                          | أبريل                                         | مايو                                          | يونيو                                         | يوليو                                         | أغسطس                                         | سبتمبر                                        | أكتوبر                                        | نوفمبر                                        | ديسمبر                                        | المعدل السنوي                                 |
| --------------------------------------------- | --------------------------------------------- | --------------------------------------------- | --------------------------------------------- | --------------------------------------------- | --------------------------------------------- | --------------------------------------------- | --------------------------------------------- | --------------------------------------------- | --------------------------------------------- | --------------------------------------------- | --------------------------------------------- | --------------------------------------------- | --------------------------------------------- |
| الدرجة القصوى °م (°ف)                         | 20.1 (68.2)                                   | 18.0 (64.4)                                   | 19.9 (67.8)                                   | 20.4 (68.7)                                   | 19.3 (66.7)                                   | 14.0 (57.2)                                   | 15.0 (59.0)                                   | 15.4 (59.7)                                   | 16.8 (62.2)                                   | 16.4 (61.5)                                   | 14.6 (58.3)                                   | 19.2 (66.6)                                   | 20.4 (68.7)                                   |
| متوسط درجة الحرارة الكبرى °م (°ف)             | 6.4 (43.5)                                    | 6.5 (43.7)                                    | 6.3 (43.3)                                    | 5.3 (41.5)                                    | 3.7 (38.7)                                    | 2.3 (36.1)                                    | 2.2 (36.0)                                    | 2.2 (36.0)                                    | 2.2 (36.0)                                    | 3.3 (37.9)                                    | 4.1 (39.4)                                    | 5.4 (41.7)                                    | 4.2 (39.5)                                    |
| المتوسط اليومي °م (°ف)                        | 4.7 (40.5)                                    | 4.8 (40.6)                                    | 4.6 (40.3)                                    | 3.6 (38.5)                                    | 2.2 (36.0)                                    | 0.9 (33.6)                                    | 0.5 (32.9)                                    | 0.4 (32.7)                                    | 0.5 (32.9)                                    | 1.5 (34.7)                                    | 2.4 (36.3)                                    | 3.8 (38.8)                                    | 2.5 (36.5)                                    |
| متوسط درجة الحرارة الصغرى °م (°ف)             | 3.0 (37.4)                                    | 3.1 (37.6)                                    | 2.8 (37.0)                                    | 1.9 (35.4)                                    | 0.7 (33.3)                                    | −0.6 (30.9)                                   | −1.1 (30.0)                                   | −1.4 (29.5)                                   | −1.1 (30.0)                                   | −0.2 (31.6)                                   | 0.7 (33.3)                                    | 2.1 (35.8)                                    | 0.8 (33.5)                                    |
| أدنى درجة حرارة °م (°ف)                       | −0.5 (31.1)                                   | 0.2 (32.4)                                    | −1.7 (28.9)                                   | −2.9 (26.8)                                   | −4.8 (23.4)                                   | −7.2 (19.0)                                   | −6.2 (20.8)                                   | −11.5 (11.3)                                  | −8.6 (16.5)                                   | −7.1 (19.2)                                   | −6.2 (20.8)                                   | −0.7 (30.7)                                   | −11.5 (11.3)                                  |
| المصدر #1: Météo climat stats                 |                                               |                                               |                                               |                                               |                                               |                                               |                                               |                                               |                                               |                                               |                                               |                                               |                                               |
| المصدر #2: Météo Climat                       |                                               |                                               |                                               |                                               |                                               |                                               |                                               |                                               |                                               |                                               |                                               |                                               |                                               |